# Andrew Fiscella
Andrew Fiscella (* 25. Mai 1966) ist ein US-amerikanischer Schauspieler.

## Leben
Fiscella begann seine Schauspielkarriere im Jahr 1995 in Cousin Howard. Es folgten zumeist kleinere Rollen in Filmen wie Motel, Quarantäne und Final Destination 4, sowie Gastrollen in diversen Fernsehserien.

## Filmografie (Auswahl)

### Filme
- 1995: Cousin Howard
- 1995: Camouflage
- 1996: Das Begräbnis (The Funeral)
- 1997: The Blackout
- 1997: Form, Space & Murder
- 1997: Catherine's Grove
- 1997: Made Men
- 1998: Mixing Nia
- 1998: Somewhere in the City
- 1998: New Rose Hotel
- 1998: Snapped
- 1999: Penance
- 2001: 'R Xmas
- 2004: After the Sunset
- 2005: xXx 2 – The Next Level (xXx: State of the Union)
- 2006: The Deep and Dreamless Sleep
- 2007: Motel (Vacancy)
- 2007: Gardener of Eden
- 2008: Fix
- 2008: Prom Night (Prom Night – A Night To Die For)
- 2008: Winged Creatures
- 2008: Quarantäne (Quarantine)
- 2008: Alphabet Killer (The Alphabet Killer)
- 2009: Final Destination 4 (The Final Destination)
- 2009: Armored
- 2010: A Nightmare on Elm Street
- 2010: Takers – The Final Job (Takers)
- 2011: The Death & Life of Eddy Betsco
- 2011: Beto! The Bad Boy of Thompson Street
- 2012: Hotel Noir
- 2013: Rapture-Palooza
- 2014: Rough Hustle
- 2014: The Life
- 2014: Hot
- 2018: Gotti

### Serien
- 1998: Dellaventura (Gastrolle)
- 1998: Sex and the City (Gastrolle)
- 2001: Law & Order (Gastrolle)
- 2002: Criminal Intent – Verbrechen im Visier (Gastrolle)
- 2004: Without a Trace – Spurlos verschwunden (Gastrolle)
- 2005: CSI: NY (Gastrolle)
- 2010: Dr. House (Gastrolle)
- 2010–2011: The Hard Times of RJ Berger (5 Episoden)
- 2011: Torchwood (Gastrolle)
- 2013: Rizzoli & Isles (Gastrolle)
- 2013: Criminal Minds (Gastrolle)
- 2013: Mob City (2 Episoden)